# Église Santa Rita da Cascia alle Vergini
Pour les articles homonymes, voir Église Sainte-Rita.
Ne doit pas être confondu avec Église Santa Rita da Cascia in Campitelli.
L'église Santa Rita da Cascia alle Vergini (en français : Église Sainte-Rita-de-Cascia-aux-Vierges) est une église romaine située dans le rione de Trevi sur la via dell'Umiltà. Elle est dédiée à Rita de Cascia.

## Historique
Une église nommée Santa Maria delle Vergini fut construite sur ce lieu 1615, puis reconstruite en 1634-1636 en raison du manque d'espace pour les Sœurs augustiniennes auxquelles elle était allouée. En 1660, le couvent et l'église furent complétés par l'architecte Domenico Castelli. En 1870, avec l'unification de l'Italie, le complexe monacal est confisqué et l'église déconsacrée.
En 1904, l'église Santa Rita da Cascia in Campitelli est démontée pour faire place au Monument à Victor-Emmanuel II, et l'ancienne église déconsacrée est rouverte pour accueillir la Confraternité de la Sainte-Épine de la Couronne de Jésus Christ et de Rita de Cascia. Elle est alors renommée en son nom.

## Architecture et décorations
La façade de l'église datant de 1681 est attribuée à Mattia de Rossi. Le campanile date de 1689. L'intérieur de l'édifice est sur le plan d'un croix grecque et décoré dans le style baroque. Les fresques de la coupole représentant La Gloire du paradis sont attribuées à Michelangelo Ricciolini et l'église abrite une chapelle prenant la forme d'une reproduction de la grotte de Lourdes datant de 1912.

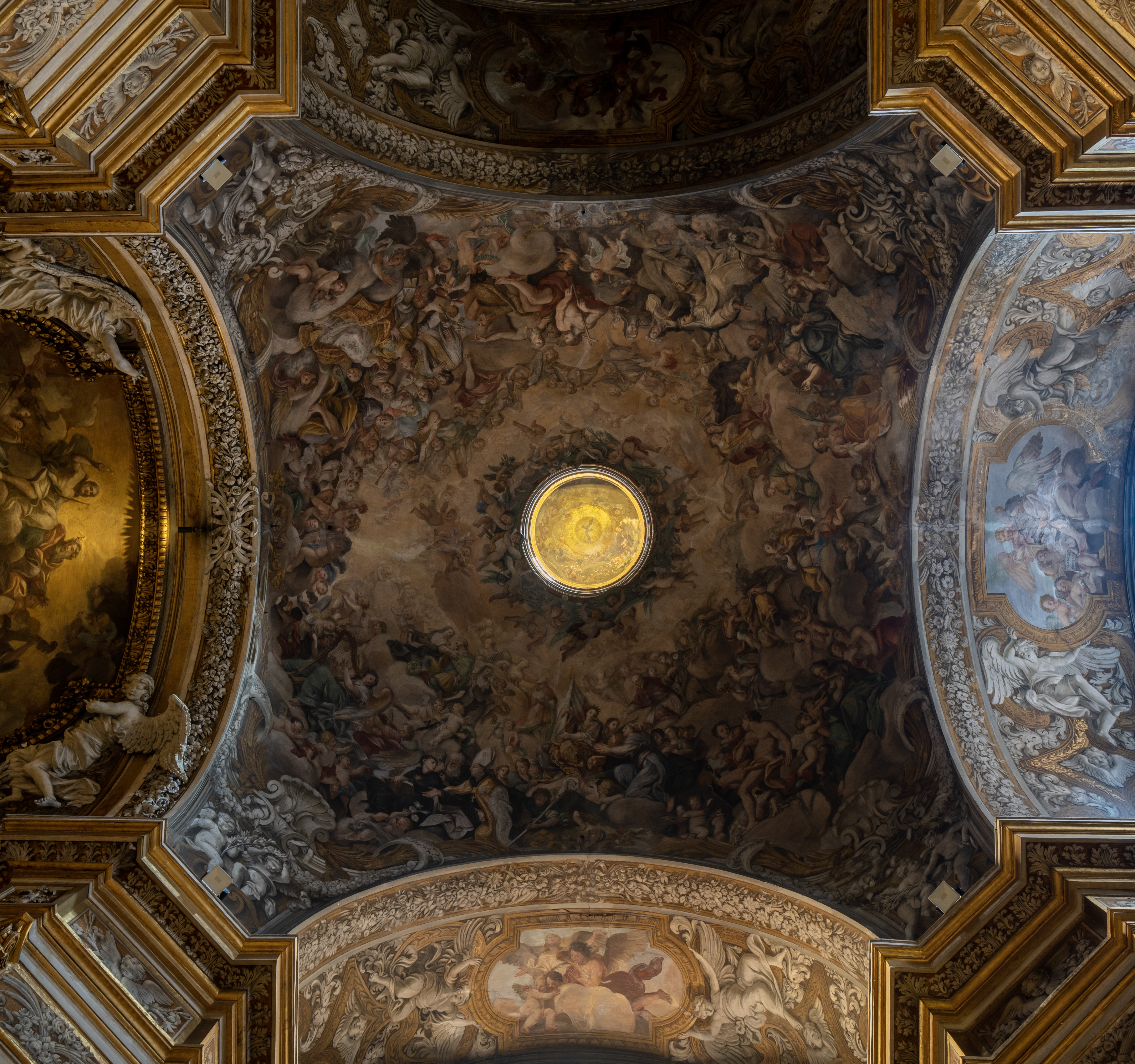
Coupole, avec la fresque "La Gloire du Paradis"
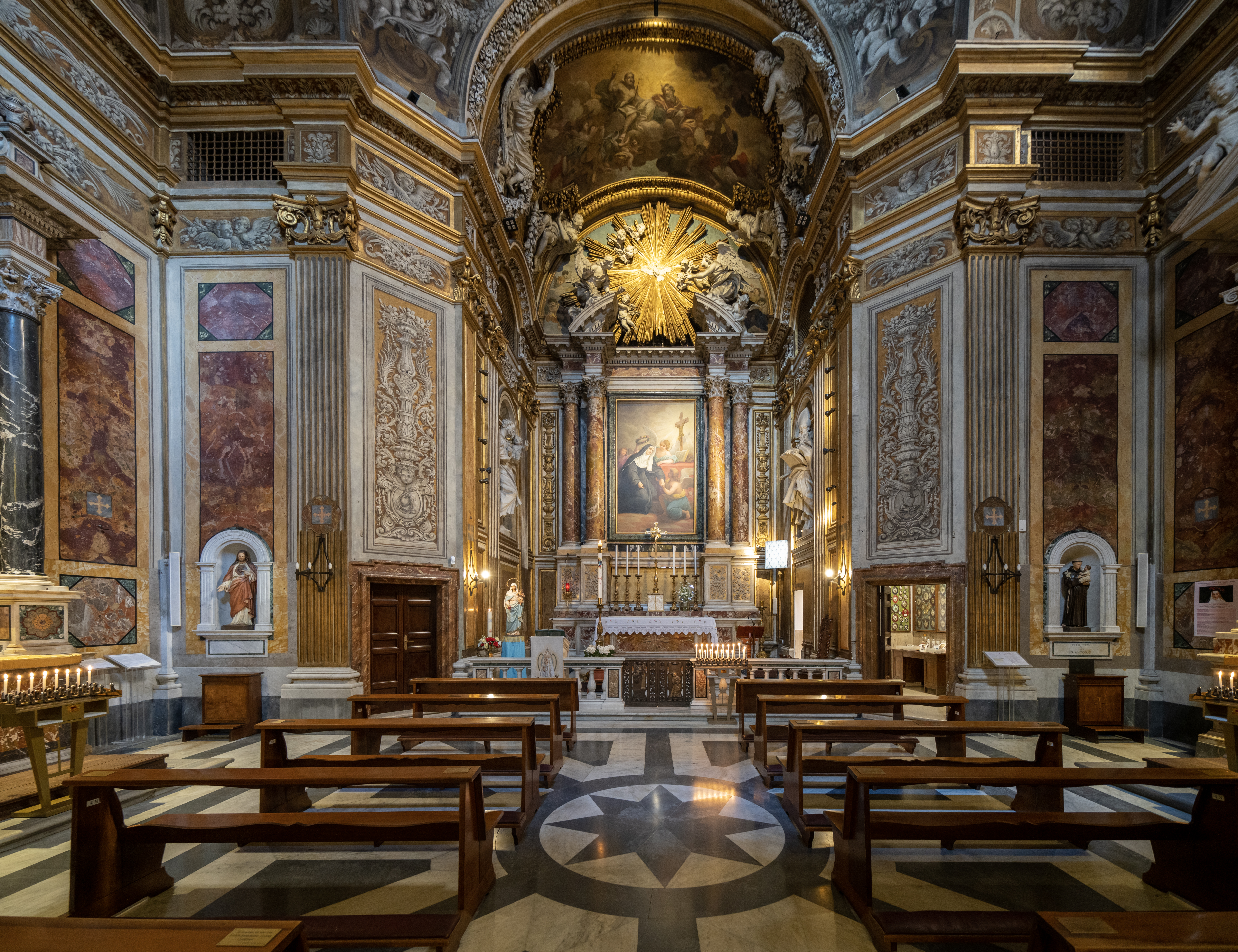
Autel
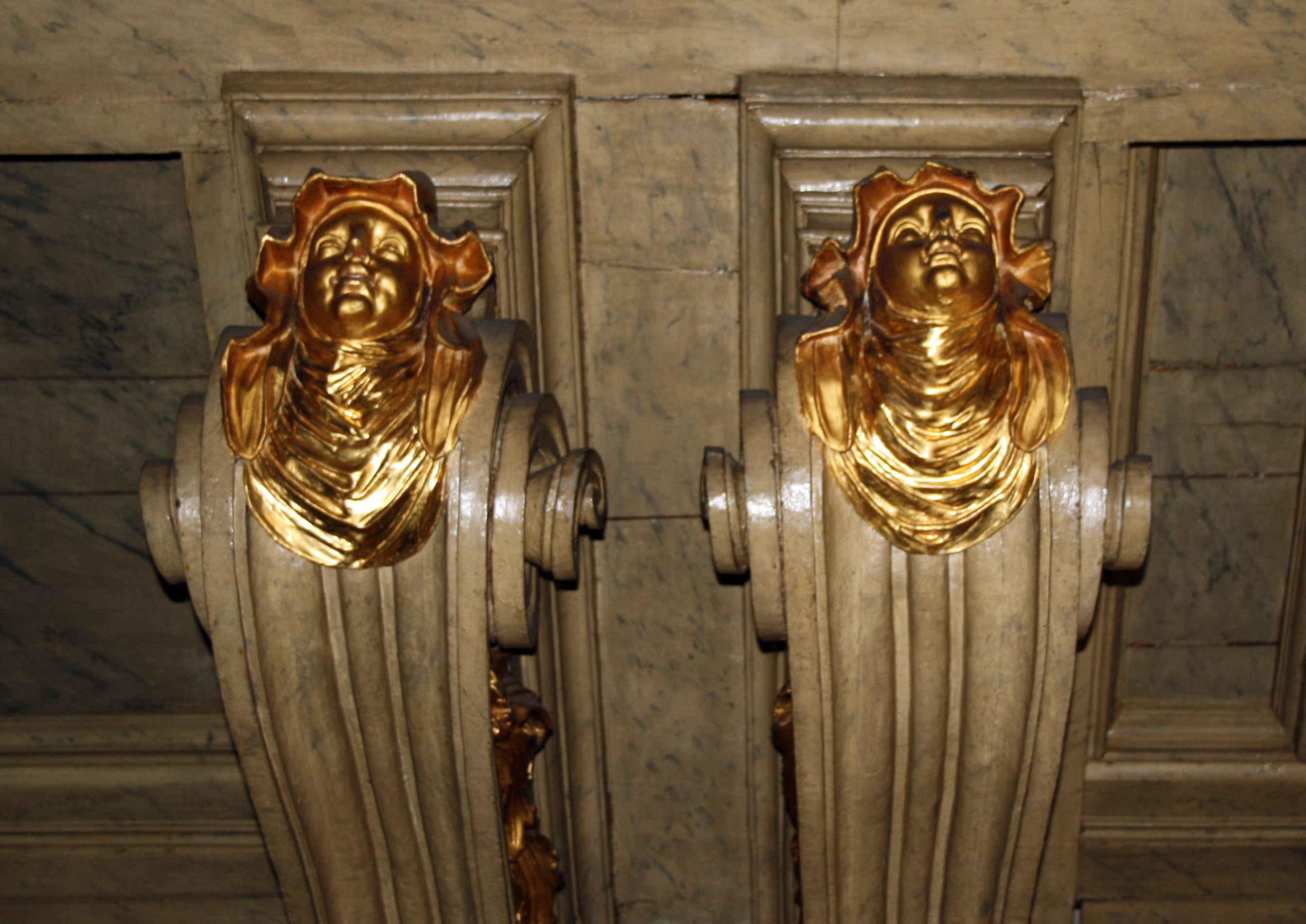
Détail
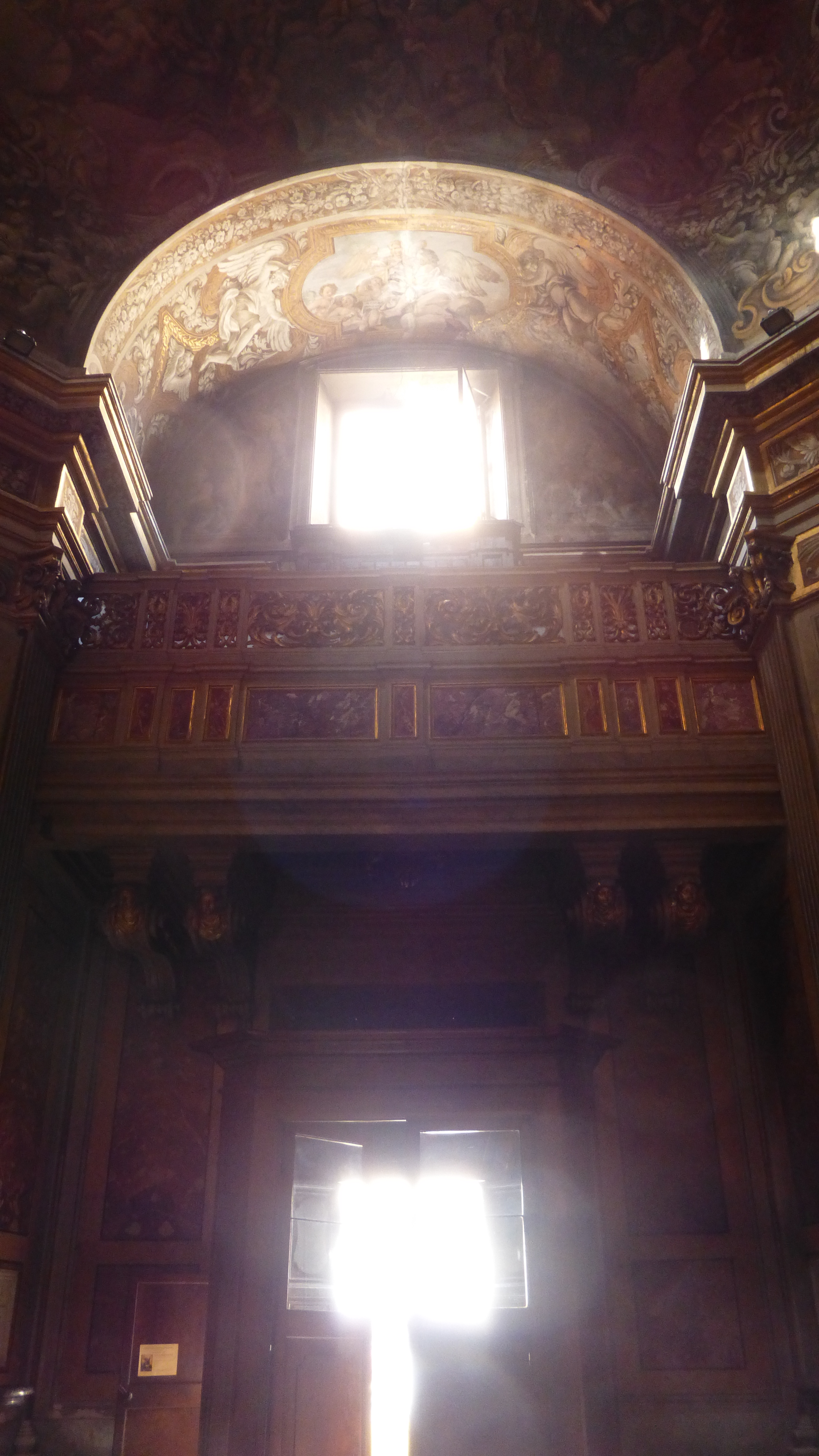
Contre façade

## Sources et références
- Le Chiese di Roma de C. Rendina, éditions Newton & Compton, Milan, 2000, p. 324

- (it) Cet article est partiellement ou en totalité issu de l’article de Wikipédia en italien intitulé « Chiesa di Santa Rita da Cascia alle Vergini » (voir la liste des auteurs).